# Rasteau
Rasteau é uma comuna francesa na região administrativa da Provença-Alpes-Costa Azul, no departamento de Vaucluse. Estende-se por uma área de 18,81 km². Em 2010 a comuna tinha 845 habitantes (densidade: 44,9 hab./km²).